# Labuntsovite-Mn
La labuntsovite-Mn è un minerale appartenente al gruppo della labuntsovite.